# Martín Pérez (Salamanca)
Martín Pérez es una entidad de población española del municipio de Galinduste, perteneciente a la provincia de Salamanca, en la comunidad autónoma de Castilla y León.

## Historia
Hacia mediados del siglo XIX, el lugar, una alquería ya por entonces perteneciente al municipio de Galinduste, tenía contabilizada una población de 6 habitantes. Aparece descrito en el undécimo volumen del Diccionario geográfico-estadístico-histórico de España y sus posesiones de Ultramar de Pascual Madoz con las siguientes palabras:

MARTIN PEREZ: alq. agregada al ayunt. de Galinduste, en la prov. de Salamanca, part. jud. de Alba de Tormes. pobl. 1 vec., 6 alm.
(Madoz, 1848, p. 263)

En 2023, la entidad singular de población de Martín Pérez tenía empadronados 3 habitantes, todos ellos en diseminado.